# 戈罗季希 (佩图什基区)
戈罗季希（羅馬化：Gorodishchi）是俄罗斯弗拉基米尔州的市级镇，属佩图什基区，位于基尔扎奇河汇入克利亚济马河之处，在区行政中心佩图什基西偏南方。
该地2021年人口有4,776人；2010年人口5,628；2002年人口5,942；1989年人口6,149。